# Avventure in Africa
Avventure in Africa è un libro di Gianni Celati scritto durante un viaggio con l'amico Jean Talon in Senegal, Mali e Mauritania. Distribuito su nove taccuini, il racconto segue le avventure di un tentativo fallito di fare un documentario sui guaritori dogon, ma è ricco di riflessioni sul vivere in comune sia in Africa sia in Europa, e mantiene il lettore spaesato tra le due culture.

## Incipit
Pubblico i diari di viaggio come li ho scritti per strada, con revisioni e adattamenti per renderli leggibili. Dedicati agli amici che vogliono sapere dove siamo stati, e a quelli che abbiamo incontrato.
Notizia, da Avventure in Africa, di G. Celati, Feltrinelli 1998.»

## Edizioni
- Gianni Celati, Avventure in Africa, collana "I narratori", Feltrinelli, 1998, ISBN 88-07-01532-3.
- Gianni Celati, Avventure in Africa, collana "Universale Economica Feltrinelli", Feltrinelli, 2000, ISBN 978-88-07-81582-9.

## Traduzioni
- (EN)  Adventures in Africa, trad. di Adria Bernardi, University of Chicago Press, 2000
- (FR)  Aventures en Afrique, trad. di Pascaline Nicou, Paris: le Serpent à plumes, 2002